# François de Belleforest
François de Belleforest (Samatan, 1530. – Párizs, 1583. január 1.) reneszánsz francia író, költő és műfordító.

## Élete

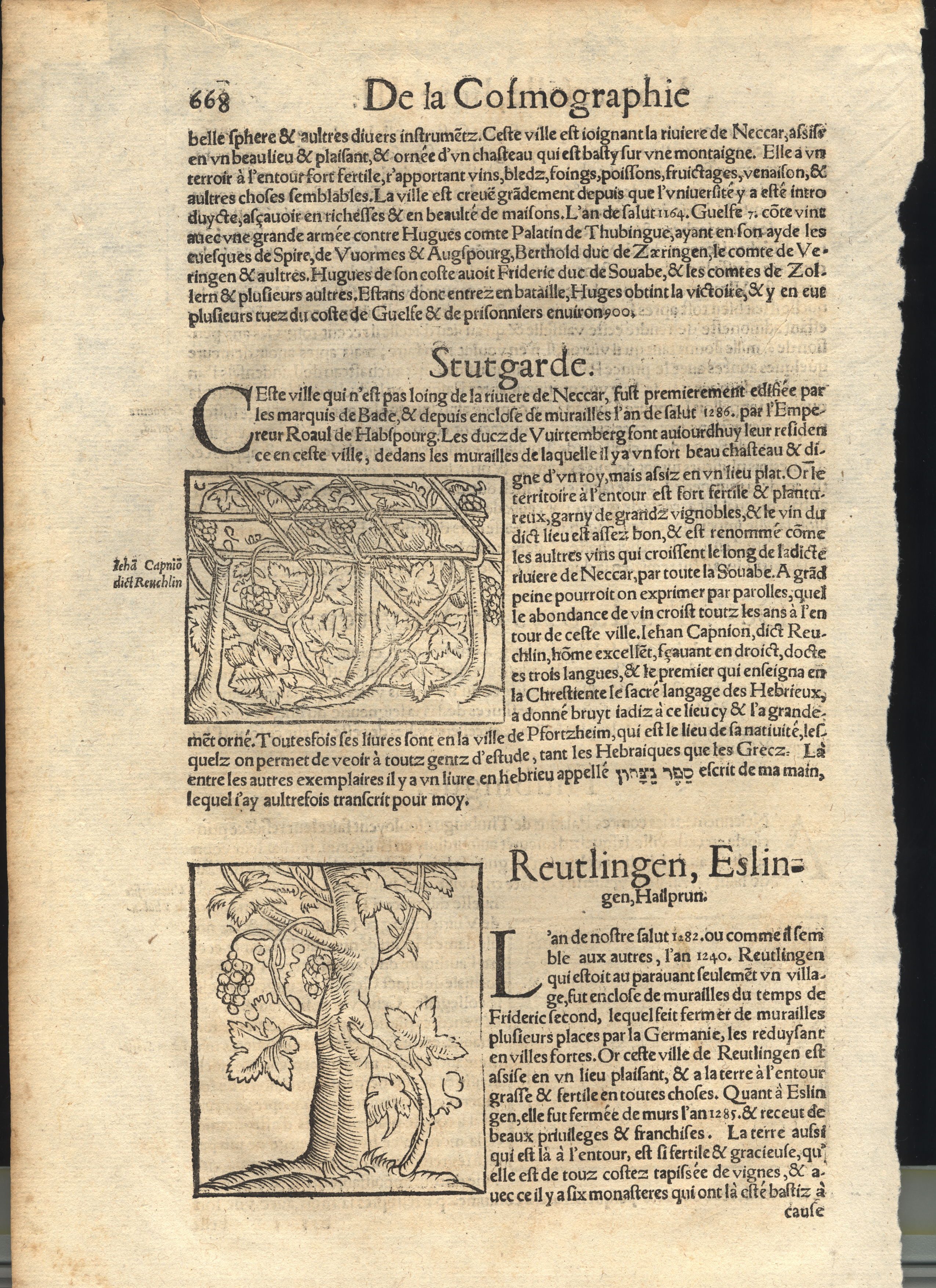
Belleforest Cosmographia-fordítása, 1575

1530-ban született, szegény családba. Édesapja, aki katona volt, François 7 éves korában meghalt. François egy ideig Navarrai Margit udvarában  élt, aztán  Toulouse-ba, majd Bordeaux-ba utazott, ahol találkozott George Buchanannel, ezután Párizsba költözött, ahol kapcsolatba került a fiatal írógeneráció tagjaival, mint például Pierre de Ronsard, Jean Antoine de Baïf, Jean Dorat, Remy Belleau, Antoine Du Verdier és Odet de Turnèbe. 1568-ban a király történetírójává nevezték ki.
Változatos életművet alkotott: irodalmi, történelmi, erkölcsi, kozmográfiai témájú művek kerültek ki keze alól. Ezek mellett  Matteo Bandello, Boccaccio, Antonio de Guevara, Francesco Guicciardini, Polydore Vergil, Szent Ciprián, Sebastian Münster, Akhilleusz Tatiosz, Cicero és Démoszthenész munkáit fordította franciára. Az első francia pásztornovella szerzője (La Pyrénée vagy La Pastorale amoureuse, 1571), amelyhez Jorge de Montemayor Dianája szolgált mintául. Grandes Annales címen vitairatot intézett François Hotman ellen. Írásai összesen több mint 50 kötetet tesznek ki.
Legsikeresebb munkája az olasz Matteo Bandello „tragikus történeteinek” Pierre Boaistuau munkáján alapuló fordítása és átdolgozása, ami hét kötetben jelent meg (1564–1582). Feltételezések szerint az ebben a műben található történetek egyike Shakespeare Hamlet című művének forrása.

## Jelentősebb munkái
- La chasse d'amour (versek), 1561

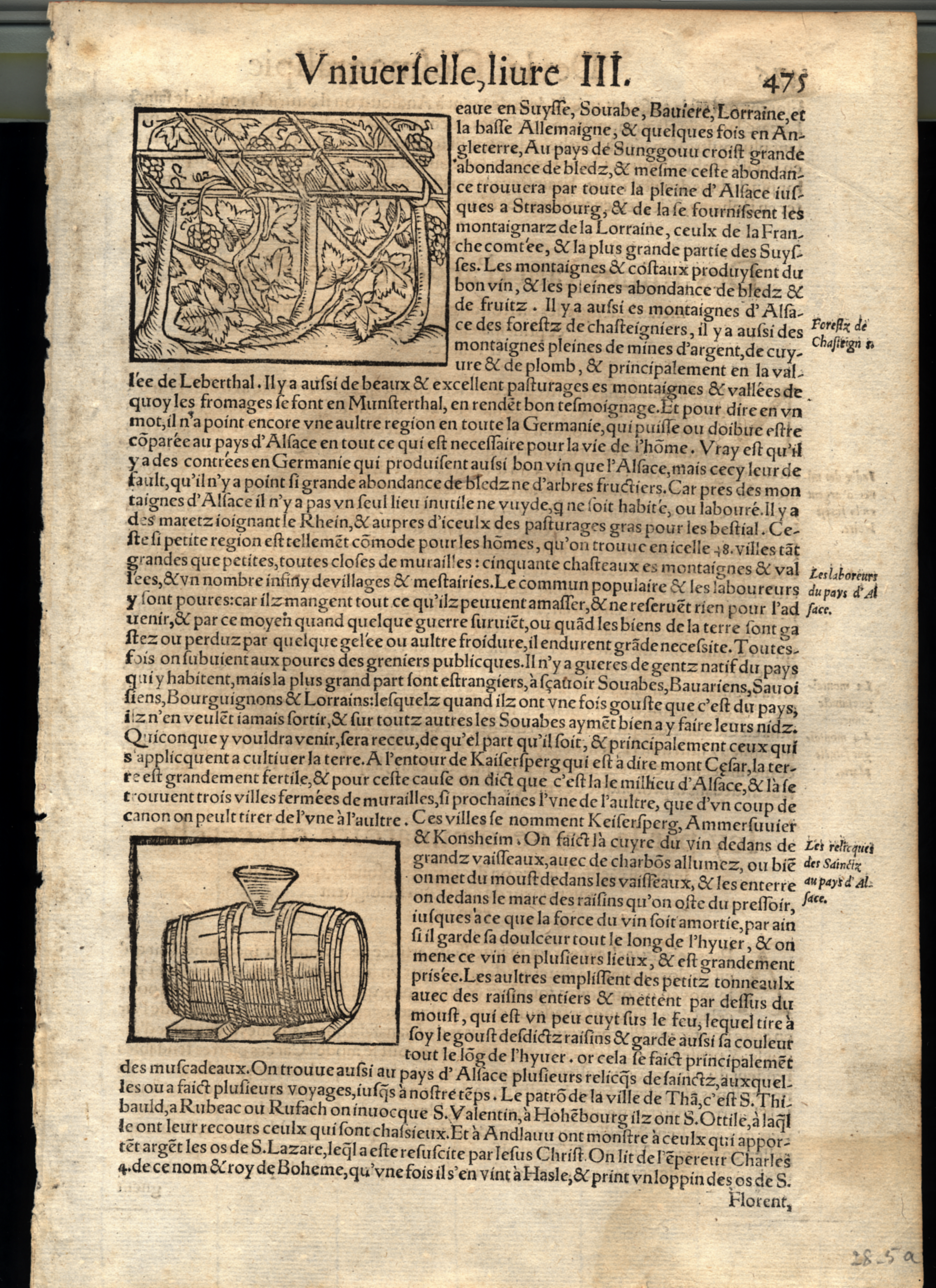
Belleforest Cosmographia-fordítása, 1575

- Continuation des histoires tragiques, contenant douze histoires tirées de Bandel…., Matteo Bandello művének fordítása, 1559
- Histoires tragiques, Matteo Bandello, 7 kiadás, 1566–1583 (fordítás)
- Les Amours de Clitophon et de Leucippe by Achilles Tatius, 1568
- La Pyrénée (vagy La Pastorale amoureuse), 1571
- Harengue militaires, et concions de princes, capitaines, embassadeurs, et autres manians tant la guerre que les affaires d'Estat … Recueillis et faictes Françoyses,  Françoys de Belle-Forest írása. Párizs, Nicolas Chesneau, 1572
- La Cosmographie universelle de tout le monde. Paris, 1575. Nicolas Chesneau és Michel Sonnius.  Sebastian Münster: Cosmographia-jának fordítása
- Grandes Annales et histoire générale de France, 1579
- Les sentences illustrés de M.T. Ciceron Et les apophthegmes, avec quelquel sentences de piete, recueillies de mesme Ciceron. Aveei les plus remarquables sentences tant de Terence… et de… Demosthene. Le tout Traduit nouvellement de Latin en Français par François de Belle-forest, Commingeoiis. Jacob Stoer, (Geneva): 1609
- Les chroniques et annales de France, dès l'origine des François, & leur venue en Gaule. Pierre Chevalier, 1621. Nicole Gilles Krónikáinak utolsó és legteljesebb változata, első megjelenése 1525-ben